# Эмеев, Рамазан Дадаевич
Рамаза́н Дада́евич Эме́ев (род. 20 мая 1987, Дылым) — российский боец смешанного стиля, выступает на профессиональном уровне начиная с 2009 года. Известен по боям на турнирах таких организаций как ProFC и M-1 Global, чемпион M-1 в средней весовой категории (2012—2014, 2015). Действующий боец UFC.

## Биография
Рамазан Эмеев родился 20 мая 1987 года в ауле Дылым Казбековского района Дагестана. В возрасте шести лет по примеру старших братьев начал активно заниматься вольной борьбой, проходил подготовку под руководством тренера Али Исхакова. На юношеском уровне становился призёром дагестанского первенства, выигрывал соревнования районного и республиканского значения.
В 2004 году после окончания школы переехал в Махачкалу, где обучался на юридическом факультете Дагестанского государственного института народного хозяйства, который впоследствии успешно окончил. Одновременно с обучением в 2005 году присоединился к бойцовскому клубу «Горец», в рамках которого начал заниматься смешанными единоборствами — тренировался у тренеров Мусаила Алаудинова и мастера спорта международного класса по боевому самбо, тренера высшей категории Шамиля Алибатырова.
Участвовал в различных любительских бойцовских турнирах. Так, в 2009 году стал чемпионом Дагестана по панкратиону. В 2010 году добился звания чемпиона Южного федерального округа по боевому самбо, попал в число призёров на чемпионате Европы по панкратиону. В 2011 году одержал победу на Всероссийском турнире по комплексному единоборству, выиграл чемпионат Южного федерального округа по армейскому рукопашному бою.

## MMA
В этот период провёл четыре боя в профессиональном бойцовском чемпионате ProFC, после чего в 2011 году заключил контракт с крупной европейской организацией M-1 Global. Дебютировал здесь с победы единогласным решением судей над Мурадом Магомедовым, затем удушающим приёмом сзади победил Руслана Наджафалиева и отправил в нокаут Альберта Дураева. Благодаря череде удачных выступлений удостоился права побороться за титул чемпиона M-1 Challenge в средней весовой категории, который на тот момент принадлежал бразильцу Мариу Миранде. Их противостояние продлилось все пять раундов, в итоге все трое судей единогласно отдали победу Эмееву, и таким образом он стал новым чемпионом организации.
В апреле 2013 года между ними состоялся матч-реванш, на сей раз до судейского решения дело не дошло, Эмеев нокаутировал Миранду в начале третьего раунда, нанеся несколько сильных ударов руками и коленом. В следующем году защищал титул в бою с самбистом Вячеславом Василевским и в концовке четвёртого раунда проиграл ему техническим нокаутом, лишившись чемпионского пояса. В апреле 2015 года состоялся матч-реванш с Василевским, на сей раз лучшим был Эмеев — в первом же раунде провёл удушающий приём сзади со спины и тем самым вернул себе чемпионский пояс.
Эмеев встретился с ветераном UFC бразильцем Майкелем Фалканом 9 апреля на гран-при M-1 Challenge 65 в городе Санкт-Петербург, победил его удушающим приёмом и вышел в финал на Александра Шлеменко.
Из-за травмы Эмеев не смог драться в финале Гран-при против Александра Шлеменко и его заменил Вячеслав Василевский.
9 Декабря, 2016 Эмеев встретился с проспектом из Тобольска Анатолем Токовым, бой был равным и прошел все 3 раунда, большинство судей отдали победу Эмееву.

### UFC
28 Мая, 2017 года Рамазан Эмеев подписал контракт с UFC.

## Статистика ММА (20-5)
| Результат | Рекорд | Соперник             | Способ                            | Турнир                                       | Дата             | Раунд | Время | Место                    | Примечание                                 |
| --------- | ------ | -------------------- | --------------------------------- | -------------------------------------------- | ---------------- | ----- | ----- | ------------------------ | ------------------------------------------ |
| Поражение | 20-5   | Дэнни Робертс        | Раздельное решение судей          | UFC Fight Night: Лэдд vs. Думонт             | 16 октября 2021  | 3     | 5:00  | Лас-Вегас, США           |                                            |
| Победа    | 20-4   | Давид Завада         | Раздельное решение судей          | UFC on ABC: Holloway vs. Kattar              | 16 января 2021   | 3     | 5:00  | Абу-Даби, ОАЭ            |                                            |
| Победа    | 19-4   | Никлас Штольце       | Единогласное решение судей        | UFC on ESPN: Whittaker vs. Till              | 26 июля 2020     | 3     | 5:00  | Абу-Даби, ОАЭ            |                                            |
| Поражение | 18-4   | Тони Мартин          | Единогласное решение судей        | UFC Fight Night: Zabit vs. Kattar            | 9 ноября 2019    | 3     | 5:00  | Москва, Россия           |                                            |
| Победа    | 18-3   | Стефан Секулич       | Единогласное решение судей        | UFC Fight Night: Hunt vs. Oleinik            | 15 сентября 2018 | 3     | 5:00  | Москва, Россия           |                                            |
| Победа    | 17-3   | Алберту Мина         | Единогласное решение судей        | UFC 224                                      | 12 мая 2018      | 3     | 5:00  | Рио-де-Жанейро, Бразилия | Дебют в полусреднем весе.                  |
| Победа    | 16-3   | Сэм Алви             | Единогласное решение судей        | UFC Fight Night: Cerrone vs. Till            | 21 октября 2017  | 3     | 5:00  | Гданьск, Польша          | Дебют в UFC.                               |
| Победа    | 15-3   | Анатолий Токов       | Решение большинства               | M-1 Challenge 73                             | 9 декабря 2016   | 3     | 5:00  | Назрань, Россия          | Нетитульный бой.                           |
| Победа    | 14-3   | Майкел Фалкан        | Удушение (анаконда)               | M-1 Challenge 65 (полуфинал гран-при)        | 9 апреля 2016    | 1     | 2:50  | Санкт-Петербург, Россия  |                                            |
| Победа    | 13-3   | Луиджи Фьораванти    | Отказ от продолжения              | M-1 Challenge 63                             | 4 декабря 2015   | 4     | 5:00  | Санкт-Петербург, Россия  | Защитил титул чемпиона M-1 в среднем весе. |
| Победа    | 12-3   | Вячеслав Василевский | Удушение сзади                    | M-1 Challenge 56                             | 10 апреля 2015   | 1     | 1:48  | Москва, Россия           | Бой за титул чемпиона M-1 в среднем весе.  |
| Поражение | 11-3   | Вячеслав Василевский | Технический нокаут ударами руками | M-1 Challenge 51: Fightspirit                | 7 сентября 2014  | 4     | 4:34  | Санкт-Петербург, Россия  | Потерял титул чемпиона M-1 в среднем весе. |
| Победа    | 11-2   | Мариу Миранда        | Нокаут коленом и руками           | M-1 Challenge 38: Весенняя битва             | 9 апреля 2013    | 3     | 0:21  | Санкт-Петербург, Россия  | Защитил титул чемпиона M-1 в среднем весе. |
| Победа    | 10-2   | Мариу Миранда        | Единогласное решение судей        | M-1 Challenge 35: Емельяненко против Монсона | 15 ноября 2012   | 5     | 5:00  | Санкт-Петербург, Россия  | Бой за титул чемпиона M-1 в среднем весе.  |
| Победа    | 9-2    | Альберт Дураев       | Нокаут (ударами руками)           | M-1 Global: Фёдор против Риззу               | 21 июня 2012     | 1     | 1:36  | Санкт-Петербург, Россия  |                                            |
| Победа    | 8-2    | Руслан Наджафалиев   | Удушение сзади                    | M-1 Challenge 29: Самойлов против Миранды    | 19 ноября 2011   | 2     | 2:50  | Уфа, Россия              |                                            |
| Победа    | 7-2    | Мурад Магомедов      | Единогласное решение судей        | M-1 Challenge 25: Завуров против Эномото     | 28 апреля 2011   | 3     | 5:00  | Санкт-Петербург, Россия  |                                            |
| Победа    | 6-2    | Андрей Огородный     | Рычаг локтя                       | ProFC: Кубок Содружества наций 13            | 13 февраля 2011  | 1     | 1:36  | Харьков, Украина         |                                            |
| Победа    | 5-2    | Артур Кадлубек       | Единогласное решение судей        | ProFC: Кубок Содружества наций 12            | 22 января 2011   | 2     | 5:00  | Тбилиси, Грузия          |                                            |
| Победа    | 4-2    | Денис Гунич          | Удушение сзади                    | ProFC: Кубок Содружества наций 11            | 25 декабря 2010  | 1     | 2:30  | Бобруйск, Белоруссия     |                                            |
| Поражение | 3-2    | Мухаммед Аушев       | Единогласное решение судей        | ProFC: Кубок Содружества наций 9             | 22 октября 2010  | 2     | 5:00  | Нальчик, Россия          |                                            |
| Победа    | 3-1    | Артём Гришаев        | Рычаг локтя                       | Lipetsk Mixfight: Tournament 3               | 18 сентября 2010 | 1     | 0:00  | Липецк, Россия           |                                            |
| Победа    | 2-1    | Алексей Назаров      | Единогласное решение судей        | Warrior Glory                                | 17 июля 2010     | 3     | 5:00  | Калач-на-Дону, Россия    |                                            |
| Поражение | 1-1    | Али Багов            | Удушающий приём «треугольник»     | Глобальная битва                             | 24 октября 2009  | 1     | 1:30  | Пермь, Россия            |                                            |
| Победа    | 1-0    | Максим Лунегов       | Удушение сзади                    | Глобальная битва                             | 24 октября 2009  | 1     | 1:47  | Пермь, Россия            |                                            |